# Тайська Вікіпедія
Та́йська Вікіпе́дія (тай. วิกิพีเดียภาษาไทย) — розділ Вікіпедії тайською мовою. Відкрита 25 грудня 2003 року.
Тайська Вікіпедія станом на 27 березня 2025 року містить 172 648 статей, 497 466 зареєстрованих користувачів, 1197 активних дописувачів, 18 адміністраторів
. Загальна кількість сторінок в тайській Вікіпедії — 1 142 785, редагувань — 12 198 535, завантажених файлів — 16 767
. Глибина (рівень розвитку мовного розділу) тайської Вікіпедії дуже велика і становить аж 337 пунктів
. 

## Історія

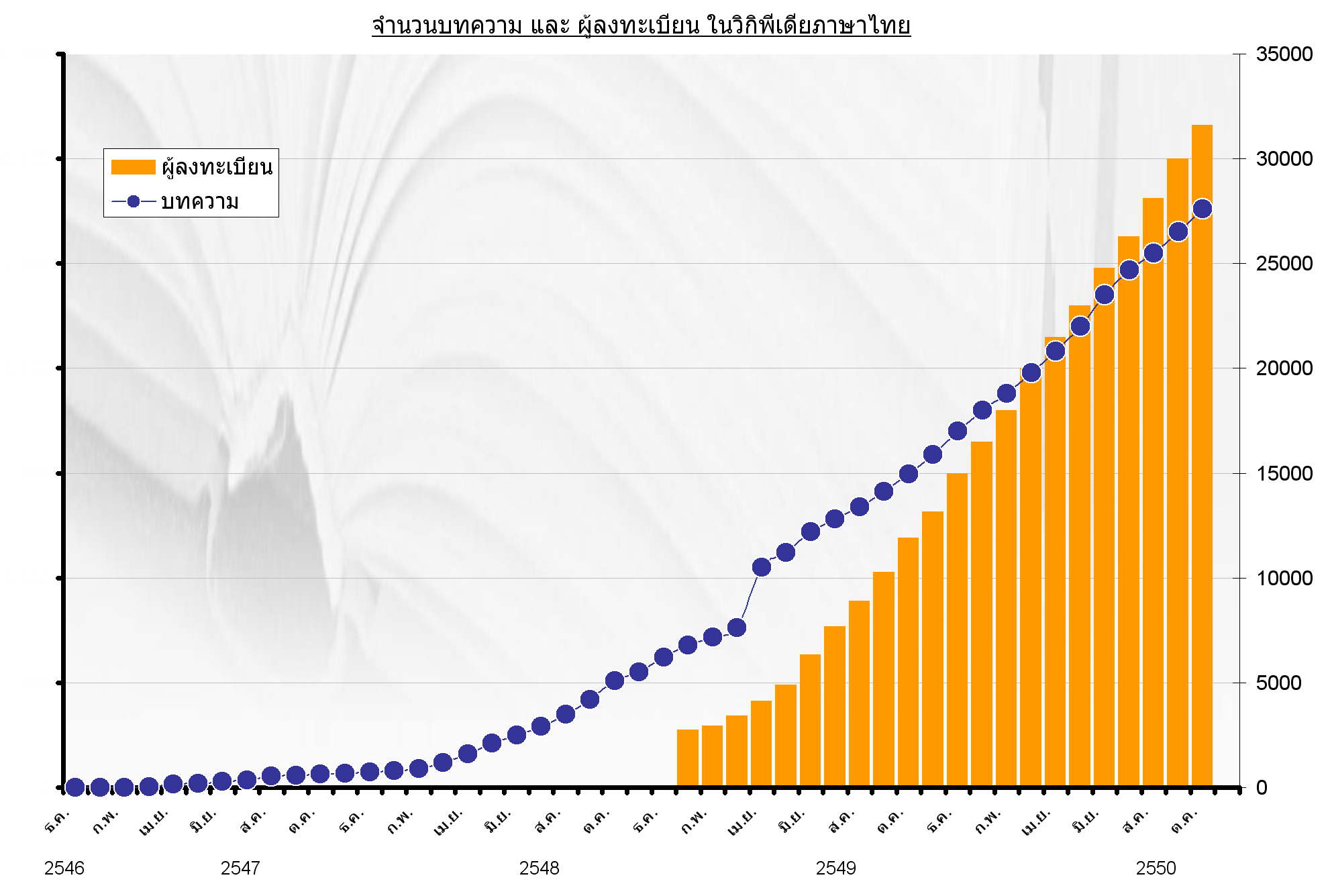
Темпи зростання тайської Вікіпедії.

Першою статтею цього розділу Вікіпедії була стаття про астрономію (тай. ดาราศาสตร์). Зараз ця стаття є обраною, але спочатку вона складалася з одного заголовка і 32 інтервікі-посилань.
Тайська Вікіпедія згадувалася в пресі під час політичної кризи в Таїланді 2005—2006 років.
Бар'єр в 40000 статей тайська Вікіпедія подолала в жовтні 2008 року статтею про мангу Bamboo Blade (тай. ฤทธิ์ ดาบ ไม้ไผ่).
До лютого 2009 року містила понад 42 тисяч статей, а до жовтня — 50 тисяч. У грудні 2010 року кількість статей наблизилося до 65 тисяч.
Наразі кількість статей в тайській Вікіпедії становить 142 169, та є 61-ою найбільшою Вікіпедією.